# سنتنیال (کلرادو)
سنتنیال (به انگلیسی: Centennial) شهری در ایالت کلرادو کشور ایالات متحده آمریکا است که جمعیت آن در سرشماری سال ۲۰۱۰ میلادی، ۱۰۰٬۳۷۷ نفر بوده‌است.